# موتور عشایری گروه ۱۱۲
موتور عشایری گروه ۱۱۲ یک منطقهٔ مسکونی در ایران است که در دهستان ارزوئیه واقع شده‌است. موتور عشایری گروه ۱۱۲ ۴۵ نفر جمعیت دارد.